# Amperima
Amperima is een geslacht van zeekomkommers uit de familie Elpidiidae.

## Soorten
- Amperima belyaevi Gebruk, 1988
- Amperima furcata (Hérouard, 1899)
- Amperima insignis (Théel, 1882)
- Amperima naresi (Théel, 1882)
- Amperima robusta (Théel, 1882)
- Amperima rosea (E. Perrier, 1886)
- Amperima velacula Agatep, 1967
- Amperima vitjazi Gebruk, 1988